# Andrea Rossi (ciclista)
Andrea Rossi (Senigallia, 19 aprile 1979) è un ex ciclista su strada italiano. Professionista dal 2003 al 2008, vestì per due stagioni la maglia della De Nardi e per quattro quella dell'Acqua & Sapone. Si classificò terzo ai campionati italiani a cronometro del 2003.

## Piazzamenti

### Classiche monumento
- Milano-Sanremo

2006: 150º
- Giro di Lombardia

2007: ritirato